# Omar Mascarell
Omar Mascarell González (* 2. Februar 1993 in Santa Cruz de Tenerife) ist ein spanischer Fußballspieler. Der defensive Mittelfeldspieler steht beim spanischen Klub RCD Mallorca unter Vertrag.

## Karriere

### Vereine

#### Anfänge bei Real Madrid
Omar Mascarell begann fünfjährig bei UD Santa Cruz, einem Verein aus seinem Geburtsort, mit dem Fußballspielen. Über die in Tegueste und San Cristóbal de La Laguna auf der Kanareninsel Teneriffa beheimateten Vereine gelangte er im Jahr 2010 schließlich in die Jugendabteilung von Real Madrid. Dort begann er 17-jährig in der A-Jugendmannschaft Juvenil A und rückte nach nur einer Saison in die Zweite Mannschaft von Real Madrid Castilla auf, in der er erstmals am 21. August 2011 eingesetzt wurde. Mascarell konnte sich im zentralen Mittelfeld jedoch keinen Stammplatz sichern und musste zumeist seinen Mitspielern Álex Fernández und Pedro Mosquera den Vortritt lassen. In der Saison 2012/13 gehörte Mascarell zwar dem Kader der Filialmannschaft an, bestritt jedoch parallel dazu Spiele für den Drittligisten Real Madrid C. Sein einziges Pflichtspiel für die Erstligamannschaft Reals bestritt er als Einwechselspieler unter dem Trainer José Mourinho am letzten Spieltag der Saison 2012/13 gegen CA Osasuna.

#### Leihe zu Derby County und Sporting Gijon
Zur Saison 2014/15 wechselte er auf Leihbasis zum englischen Zweitligisten Derby County. Die Saison 2015/16 spielte er auf Leihbasis für den spanischen Erstligisten Sporting Gijón.

#### Eintracht Frankfurt
Zur Saison 2016/17 unterzeichnete er einen Dreijahresvertrag beim deutschen Bundesligisten Eintracht Frankfurt. Nach 28 Bundesliga-Einsätzen in der Saison 2016/17, darunter 27 in der Startelf, bestritt er in seiner nachfolgenden zweiten Saison bei der Eintracht wegen Verletzungen nur neun Spiele in der Liga und drei im Pokal. Im Mai 2018 gewann Mascarell mit der Eintracht nach einem 3:1-Finalsieg gegen den FC Bayern München den DFB-Pokal.

#### FC Schalke 04
Im Juni 2018 machte Real Madrid von seiner Rückkaufoption über vier Millionen Euro Gebrauch und verkaufte Mascarell danach umgehend für zehn Millionen Euro an den FC Schalke 04. Der Spieler unterschrieb einen Vierjahresvertrag. Zur Saison 2019/20 wurde er zum Vizekapitän ernannt. Innerhalb der folgenden Winterpause übertrug Cheftrainer David Wagner dem Spanier schließlich das Amt des hauptamtlichen Kapitäns, nachdem der Wechsel des eigentlichen Spielführers Alexander Nübel zum FC Bayern bekannt gemacht worden war. Nachdem während einer Verletzungspause Mascarells der Neuzugang Sead Kolašinac als Kapitän aufgelaufen war, behielt Kolašinac auch nach dessen Rückkehr die Kapitänsbinde. Dies ging auch mit einer erheblichen Verringerung von Mascarells Spielzeit einher. Die Saison beendete Schalke auf dem letzten Tabellenplatz.
Am 23. August 2021 wurde sein Vertrag vorzeitig aufgelöst.

#### Rückkehr nach Spanien
Mascarell schloss sich noch am Tag seiner Vertragsauflösung beim FC Schalke dem spanischen Erstligisten FC Elche an. Dort unterzeichnete er einen Vertrag bis zum 30. Juni 2022. Bei Elche spielte Mascarell regelmäßig und absolvierte 62 Pflichtspiele für den Verein, der am Ende der Saison 2022/23 in die zweite Liga abstieg.
Nach dem Abstieg mit Elche verblieb er in der Primera División und schloss sich im Sommer 2023 der RCD Mallorca an. Er unterschrieb einen Dreijahresvertrag.

### Nationalmannschaft
Mascarell nahm von 2011 bis 2013 an Trainingslagern der spanischen U18-, U19- und U20-Nationalmannschaft teil, bestritt jedoch kein Endrundenturnier für diese Altersklassen. Im Mai 2012 wurde er im Zuge der WM-2014-Qualifikation in den Kader der äquatorialguineischen Nationalmannschaft berufen, da sein Vater seine Wurzeln in diesem Land hat. Mascarell willigte zwar ein, jedoch unter der Bedingung, kein Pflichtspiel für die Afrikaner zu bestreiten, um die Möglichkeit, in Zukunft für Spanien zu spielen, nicht zu verlieren.
Im Juni 2024 wurde Mascarell für zwei Spiele im Rahmen der WM-2026-Qualifikation in den äquatorialguineischen Kader berufen. Er debütierte am 5. Juni 2024 bei einer 0:1-Niederlage gegen Tunesien für Äquatorialguinea.

## Erfolge

### Real Madrid
- Champions-League-Sieger: 2014 (ohne Einsatz)

### Eintracht Frankfurt
- DFB-Pokal-Sieger: 2018
- DFB-Pokal-Finalist: 2017